# パソコン検定
パソコン検定（パソコンけんてい）とは、パソコンの運用能力を測定する検定試験である。本稿では、日本国内で実施されているパソコン検定について記述する。

## 概要
2012年7月現在、「パソコン検定」という名称のみで検定試験を実施している試験団体は存在せず（「パソコン検定○○（測定する技能）試験」などの名称で実施している検定は存在する）、各々の団体が独自の名称を設定している。
名称のみならず、試験内容・使用機器・評価基準なども各団体が独自に設定しているため、受検者の目的や企業・顧客のニーズに合わせた検定試験を選択する必要がある。

## 試験の種類
「パソコンの運用能力を測定する」という目的自体は、試験団体・試験名称が違えども共通するものであるが、パソコンのどの分野・技能の運用能力を測定するかは、検定試験ごとに異なる。試験団体によっては、測定分野・技能の対象を細分化し、複数の試験を実施している場合もある。
比較的受検者の多い検定試験では、主に以下の能力が測定される。

### 知識
パソコンに関する知識の有無を問うタイプの試験である。
機器や機能に関する知識を問われることが多いが、インターネット人口増加に伴うネット上でのトラブルや、個人や企業の情報流出の増加といった昨今の社会問題を踏まえ、パソコンを通じた情報活用におけるマナー・心構えを問う問題も出題される傾向にある。
試験形態について、従来、筆記試験で行われることが一般的であったが、近年の傾向として、パソコン上にて実施するケース（Computer Based Testing、通称CBTシステムを利用）も増加している。

### スピード
文字通り、パソコンを素早く操作できるかを測定するタイプの検定試験である。
タイピングにおける入力数を測定する文書作成型の試験が代表的だが、多くの検定試験には制限時間が設けられているため、「知識」や「技能」を問う検定であっても、解答にスピードが求められることは言うまでもない。

### 技能
パソコンの各種機能を正しく運用できるかを測定することを主眼に置くタイプの試験である。
特に受検者の多いものとしては、Microsoft社のアプリケーションソフトであるMicrosoft Office（中でもWord、Excelの技能を問う試験が多いが、PowerPointを用いたプレゼンテーション能力を問う試験も増加している）の運用能力を測定する試験であり、多くの試験団体が名称や形式を変えて実施している。
他にも、Webデザインや画像処理、プログラム作成の能力を測定する検定試験が存在しており、これらの分野に特化した検定試験をメインに実施する試験団体もある。

## 評価基準
各検定試験の評価基準ならびに難易度については、検定試験の種類によって異なるが、概ね7～8割程度の正答率で合格（資格認定）となるケースが多い。また、多くの検定試験では、受検級が設定されており、上位級に上がるにつれて、試験の問題数および難易度が上がり、合格率が低下する傾向にある。

## 受験資格
検定試験によっては、受検資格を設けており、それを満たしている者のみ受検を許可される場合がある。上位級を受検する場合に、下位級に合格していることが条件となるというケースが一般的だが、中には出願時点において、（その検定試験に関わる業種での）実務経験の有無ないしその期間が条件となるケースもある。

## 社会的意義
パソコン検定を受検し、その資格認定を受ける意義については、受検者ごとに異なる見解がある。その中でも以下の目的で受検する受検者が多い。

### 就職活動において
就職活動におけるアドバンテージとしてのパソコン関連資格を目的に受検するというものがあり、特に求職者支援訓練（旧称：基金訓練）においては、訓練期間中ないし期間後に資格認定を受けさせることを目的にカリキュラムを構成するケースがある。
資格の取得は、「求職者がパソコン操作においてどの程度のスキルを有するか」という企業の疑問に対しての証明材料となり、一方、求職者自身にとっても「資格を取得したことで、自分は（業務において）これができる」という自信につながる。これらを鑑みれば、パソコン検定が就職活動におけるモチベーションの向上に一役買っていることは間違いない。
Microsoft Office Specialist（MOS）と比べてバージョンアップに対しても比較的柔軟である反面、企業やハローワークで軽視したり、難色を示す者もいるなど、大手になるほど受けが悪いのが実情である。

### スキルアップとして
有職者にとっての資格認定の意義は、業務上の顧客ニーズに応えることを目的とするものが多い。パソコンに不得手な中高年層の場合、資格取得を目的にパソコンを体系的に学習し、その能力の習得を社内外に証明する手段として考えることが多い。
一方、パソコンに心得がある、日常的にパソコンを利用した業務に従事する有職者については、難易度の高い上位級の検定を受検し、資格認定を受けることで、より高度な業務に自信を持って着手できるようになることが目的であると考えられる。
若年者の、特に事務職においては、新人研修の修了証明としてパソコン検定の資格認定を義務付けるケースもある。
いずれの場合も、業務上の必要に応えることを第一目的と考え、資格取得を目指す点では共通している。

### その他の目的として
他にも、資格取得自体を目的とし、そのスキルを社会に還元することを第一目的とはしていないケースもある（いわゆる「資格取得マニア」がこれにあたる）。特にパソコン検定の場合、実施団体、試験の種類が多く、下位級であれば比較的容易に多くの資格が取得できるため、受検対象として選択される事が多い。

## 検定試験実施団体
日本国内に限定しても、多くの団体がパソコン検定を実施している。以下では、その代表的な検定実施団体および同団体が実施する検定試験を挙げる。

### 社団法人日本商工会議所
- ビジネスキーボード認定試験
- キータッチ2000テスト
- 日商PC検定試験
- 日商プログラミング検定
- EC（電子商取引）実践能力検定試験

### 社団法人サーティファイ
- 情報処理能力認定委員会
  - 情報処理技術者能力認定試験　
  - C言語プログラミング能力認定試験　
  - Javaプログラミング能力認定試験　
  - ジュニア・プログラミング検定　
  - 実践プログラミング技術者試験　
  - AI検定
- ソフトウェア活用能力認定委員会
  - Excel表計算処理技能認定試験　
  - Word文書処理技能認定試験　
  - Accessビジネスデータベース技能認定試験　
  - PowerPointプレゼンテーション技能認定試験　
  - Illustratorクリエイター能力認定試験　
  - Photoshopクリエイター能力認定試験
- Web利用・技術認定委員会
  - Webクリエイター能力認定試験　
  - ネットマーケティング検定

### 株式会社 オデッセイ コミュニケーションズ
- Microsoft Office Specialist（MOS）
- Microsoft Business Certification
- Microsoft Certified Application Specialist （MCAS、マイクロソフト認定 アプリケーション スペシャリスト シリーズ）
- Microsoft Certified Application Professional （MCPS、マイクロソフト認定 アプリケーション プロフェッショナル シリーズ）
- IC3（アイシースリー）
- VBAエキスパート

### 一般財団法人職業教育・キャリア教育財団（旧・専修学校教育振興会）
- 情報検定(J検)
  - 情報活用試験
  - 情報システム試験
  - 情報デザイン試験

### 公益財団法人全国商業高等学校協会
- 情報処理検定
- ビジネス文書実務検定

### 公益財団法人全国経理教育協会
- 文書処理能力検定
- コンピュータ会計能力検定

### 公益財団法人画像情報教育振興協会
- CG-ARTS検定
  - マルチメディア検定
  - CGクリエイター検定
  - Webデザイナー検定
  - CGエンジニア検定
  - 画像処理エンジニア検定

### 特定非営利活動法人インターネットスキル認定普及協会
- ウェブデザイン技能検定試験

### 日本情報処理検定協会（任意団体）
- 情報処理技能検定
- 文書デザイン検定
- ホームページ作成検定
- プレゼンテーション作成検定
- パソコンスピード認定試験
- 日本語ワープロ検定

### その他団体
- コンピュータサービス技能評価試験：CS試験（特別民間法人 中央職業能力開発協会）
- MIDI検定 （社団法人 音楽電子事業協会）
- ディジタル技術検定 （国際文化カレッジ）
- インターネット検定：.com Master （NTTコミュニケーションズ）
- モバイル検定 （モバイル検定協会）
- 情報技術検定 （社団法人 全国工業高等学校長協会）
- CAD利用技術者試験 （社団法人 コンピュータソフトウェア協会）
- 情報活用力診断テストRasti （NPO法人 ICT利活用力推進機構）
- オープンソースデータベース技術者認定試験 (特定非営利活動法人エルピーアイジャパン)
- プログラミング能力検定（プログラミング総合研究所）
- 全日本情報学習振興協会主催　パソコン検定 文書・表計算試験